# النمرية (القصيم)
النمرية مركز في منطقة القصيم في السعودية، وهو مركز فئة (أ) ويرتبط إداريًا في محافظة رياض الخبراء.

## نبذة
النِّمرية ماء عد قديم ماءه متوسط العذوبة واقع في وادي الخوة (خو قديمًا) بين جبل التين وبين جبل الخدار ومصودعة (الربائع قديمًا) في الجهة الشمالية الغربية من منطقة القصيم وفي أقصى حدوده مع منطقة حائل. أحدث فيه قوم من الجلادية واحدهم جليدي من الحنانية من بني سالم من قبيلة حرب هجرة لهم وسكنوها وعمروا فيها بيوتًا وغرسوا نخيلاً، حتى أصبح فيها مدرسة ومحكمة.

## الموقع الجغرافي
تبعد النمرية عن مدينة بريدة مقر إمارة منطقة القصيم 200 كيلومتر، وعن الرس 150 كيلومتر، وعن محافظة رياض الخبراء 147 كيلومتر، وتبعد عن محافظة سميراء التابعة لمنطقة حائل 24 كيلومتر، وهي آخر نقطة لمنطقة القصيم.

## الخدمات الحكومية
يوجد في مركز النمرية بعض الخدمات الحكومية ومنها:
- إمارة مركز النمرية.
- مركز صحي.
- مدرسة ابتدائية ومتوسطة (للبنين).
- مدرسة ابتدائية ومتوسطة وثانوية (للبنات).[3]

## السكان
يبلغ عدد سكان مركز النمرية 2000 نسمة تقريبًا.

## رئيس المركز
رئيس مركز النمرية هو ثواب بن عبد الله بن محمد الجليدي الحنيني الحربي.

## المناخ
مناخ صحراوي، حار جاف صيفًا، بارد ممطر شتاءً، وتبلغ درجة الحرارة صيفًا 45 درجة مئوية، وفي الشتاء تصل إلى ما دون الصفر.